# Valašské Příkazy
Valašské Příkazy (do roku 1925 Příkazy, německy Walachisch Prikas) jsou obec v okrese Zlín ve Zlínském kraji. Žije zde 340 obyvatel.

## Název
Název vesnice je zřejmě totožný se starým obecným jménem překazy – "překážky". Méně pravděpodobně jde o původní označení jejích obyvatel Příkazi ("Příkazové", tedy rodina člověka jménem Příkaz). Přívlastek Valašské byl dán roku 1924 na odlišení od jiných vesnic toho jména.

## Historie
První písemná zmínka o obci pochází z roku 1503. Během 17. století byla ves několikrát popleněna přecházejícími armádami – v roce 1604 to byly jednotky uherského šlechtice Štěpána Bočkaje, za třicetileté války Švédové a v roce 1663, za rakousko-turecké války, na Příkazy zaútočili Tataři s Turky, kteří o život připravili čtyři vesničany. Na počátku 18. století pak byla ves vypálena kuruckými jednotkami sedmihradského knížete Františka Rákocziho.
Z těchto válečných útrap se Valašské Příkazy pozvolna vzpamatovaly až v polovině 18. století. V roce 1832 ves zasáhla epidemie cholery (jeden tzv. cholerový hřbitov byl situován nad tamější pálenicí). Do roku 1849 byly Příkazy součástí brumovského panství. Roku 1828 byla ve Valašských Příkazech vybudována škola. Nová škola byla vystavěna v roce 1933 a sloužila až do roku 1973, kdy v jejich prostorech vznikla mateřská škola. Mateřská škola byla v obci provozována do roku 1991. V roce 1924 byly v obci dva hostince, pálenice, obchod se dřevem, obuvník a dva stolaři. Od roku 1925 obec oficiálně nese jméno Valašské Příkazy.
Do konce roku 2020 spadaly Valašské Příkazy do okresu Vsetín, od začátku roku 2021 jsou součástí okresu Zlín.

## Obyvatelstvo
| Rok            | 1869 | 1880 | 1890 | 1900 | 1910 | 1921 | 1930 | 1950 | 1961 | 1970 | 1980 | 1991 | 2001 | 2011 | 2021 |
| -------------- | ---- | ---- | ---- | ---- | ---- | ---- | ---- | ---- | ---- | ---- | ---- | ---- | ---- | ---- | ---- |
| Počet obyvatel | 183  | 173  | 184  | 220  | 202  | 200  | 193  | 199  | 233  | 234  | 234  | 233  | 232  | 275  | 305  |
| Počet domů     | 34   | 35   | 34   | 34   | 36   | 37   | 37   | 41   | 43   | 43   | 48   | 54   | 61   | 77   | 89   |

## Obecní správa

### Obecní symboly
Znak a vlajku udělil Lubomír Zaorálek, předseda Poslanecké sněmovny Parlamentu České republiky dne 27. února 2004.
Blason znaku: V modro – stříbrně polceném štítě vpravo stříbrná vztyčená sekyra, vlevo zelený jehličnatý strom s černým kmenem. Figury sekyry a stromu představují schematizovaný heraldický přepis staré obecní pečeti Valašských Příkaz z druhé poloviny 18. století. Barevné řešení znaku vyjadřuje polohu obce v regionu Valašska.
Blason vlajky: List tvoří tři svislé pruhy, modrý, bílý a zelený. V modrém pruhu bílá sekera ostřím k žerdi. Poměr šířky k délce listu je 2:3.

## Osobnosti
- Florián Švrčina (1900–1945), řídící učitel[10]
- Milan Švrčina (1927–1981), pedagog, národopisný pracovník, houslista, cimbalista, sběratel a aranžér lidových písní, herec[10]
- Jaroslav Jeřábek (1936–2022), akademický malíř[11]
- Jiří Změlík (1971–2021), katolický kněz[12]